# Gałka bosmańska

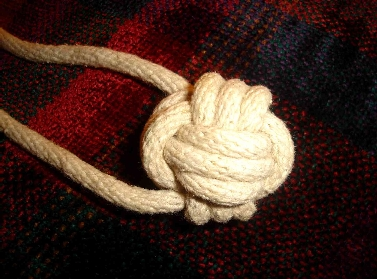
Gałka bosmańska

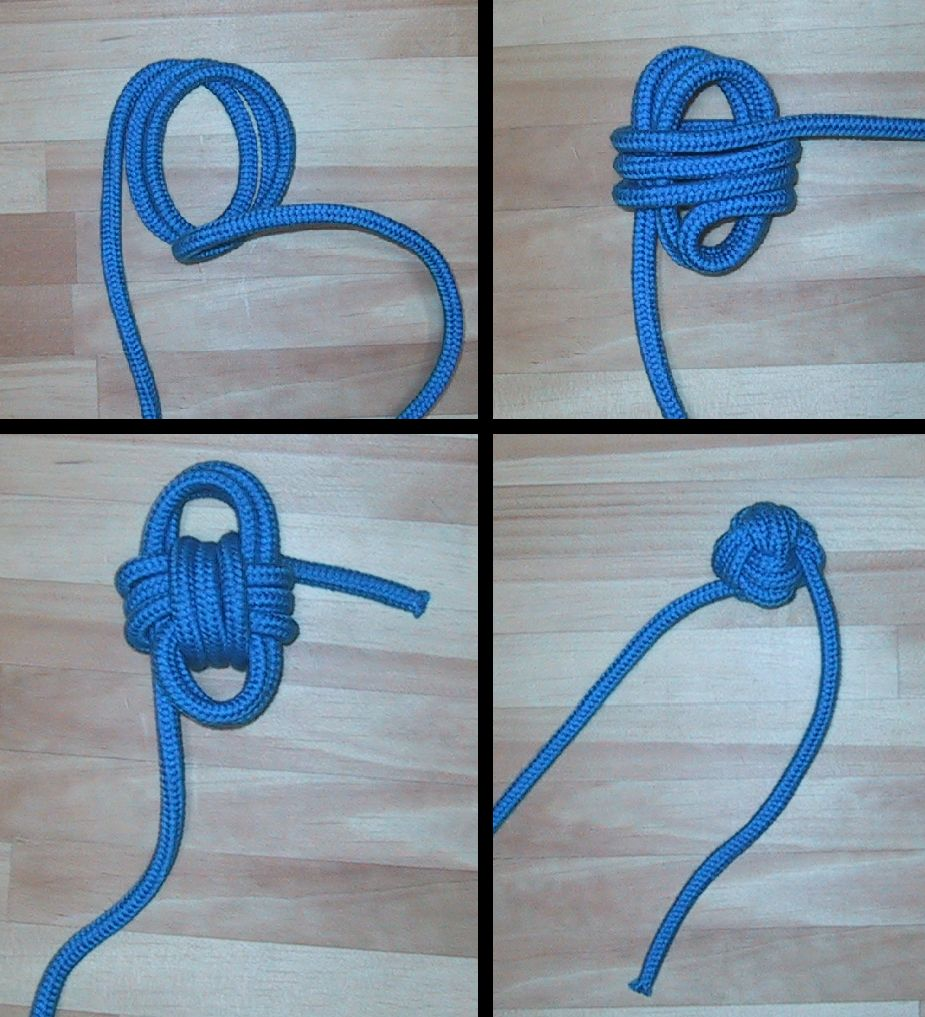
Sposób wiązania gałki bosmańskiej

Gałka bosmańska (skrajwęzeł rzutkowy lub bosmanka) – węzeł stosowany w żeglarstwie i wspinaczce, wiązany na końcu liny.
W żeglarstwie używany jako część ringabuliny umocowanej do serca dzwonu okrętowego. Stosowany również jako obciążenie na końcu rzutki, w celu umożliwienia rzutu na większą odległość.
Natomiast we wspinaczce jako sposób zakładania punktów asekuracyjnych w miękkich skałach np. piaskowcach, gdzie użycie kostki lub friendów mogłoby uszkodzić skałę.